# Propofol
Propofol ist ein Arzneistoff aus der Gruppe der Narkosemittel, der aufgrund seines raschen Wirkungseintritts, seiner kurzen Plasmahalbwertszeit und relativ geringen Kumulation (Anreicherung) als gut steuerbar gilt. Propofol ist ein Phenolderivat und in Wasser nur sehr schwer löslich. In den handelsüblichen Fertigarzneimitteln ist Propofol in einer milchig-weißen Emulsion gelöst. Es wirkt im Gehirn an GABAA-Rezeptoren und an nikotinischen Acetylcholinrezeptoren.
Die anästhesierende Wirkung von Propofol wurde 1973 im Team um den britischen Tierarzt John B. Glen entdeckt, der für die Entwicklung zum Narkosemittel 2018 den Lasker~DeBakey Clinical Medical Research Award erhielt. 1977 testeten die Mediziner Brian Kay und George Rolly den Wirkstoff erstmals in einer klinischen Studie, ab 1986 wurde er – zunächst im Vereinigten Königreich – kommerziell im Markt eingeführt.
2016 wurde Propofol in die Liste der unentbehrlichen Arzneimittel der Weltgesundheitsorganisation aufgenommen.

## Herstellung und Gewinnung
Die Herstellung von Propofol erfolgt durch eine Friedel-Crafts-Alkylierung von Phenol mit Propen.
Die Reaktion verläuft jedoch nicht so eindeutig wie angegeben, und eine Vielzahl von Nebenprodukten mit oft sehr ähnlichen physikalischen Eigenschaften erschwert die Reindarstellung der Wirksubstanz. Die umfangreiche Patentliteratur beschreibt vielfältige Prozessvarianten, u. a. mit den Reaktanden 4-Hydroxybenzoesäure und Isopropanol, aus dem mit konzentrierter Schwefelsäure in einer Friedel-Crafts-Alkylierung die Zwischenstufe 4-Hydroxy-3,5-diisopropylbenzoesäure in 75%iger Ausbeute gebildet wird. In einem zweiten Schritt wird das Benzoesäurederivat zu 2,6-Diisopropylphenol (93,5 % Ausbeute) decarboxyliert.
Nach mehrfacher Extraktion und Vakuumdestillation wird Propofol in einer Reinheit von 99,93 % erhalten.

## Klinische Angaben
Propofol wirkt als Hypnotikum, hat jedoch keine schmerzlindernde Wirkung. Es wird zur Sedierung, etwa bei Magen- oder Darmspiegelungen, bei der Somnoendoskopie oder zusammen mit einem Analgetikum zur Einleitung und auch zur Unterhaltung einer Allgemeinanästhesie verwendet. Als besonders positive Eigenschaften gelten das relativ angenehme Einschlafen und Aufwachen sowie die Tatsache, dass Übelkeit und Erbrechen (postoperative Übelkeit und Erbrechen) seltener als bei Narkosegasen auftreten.
Propofol findet auch in der Tiermedizin (Hund, Katze, Kaninchen, Amphibien, bis zu Rind und Pferd) als Narkosemittel bzw. zur Einleitung von (Intubations-)Narkosen Verwendung.

### Art der Anwendung

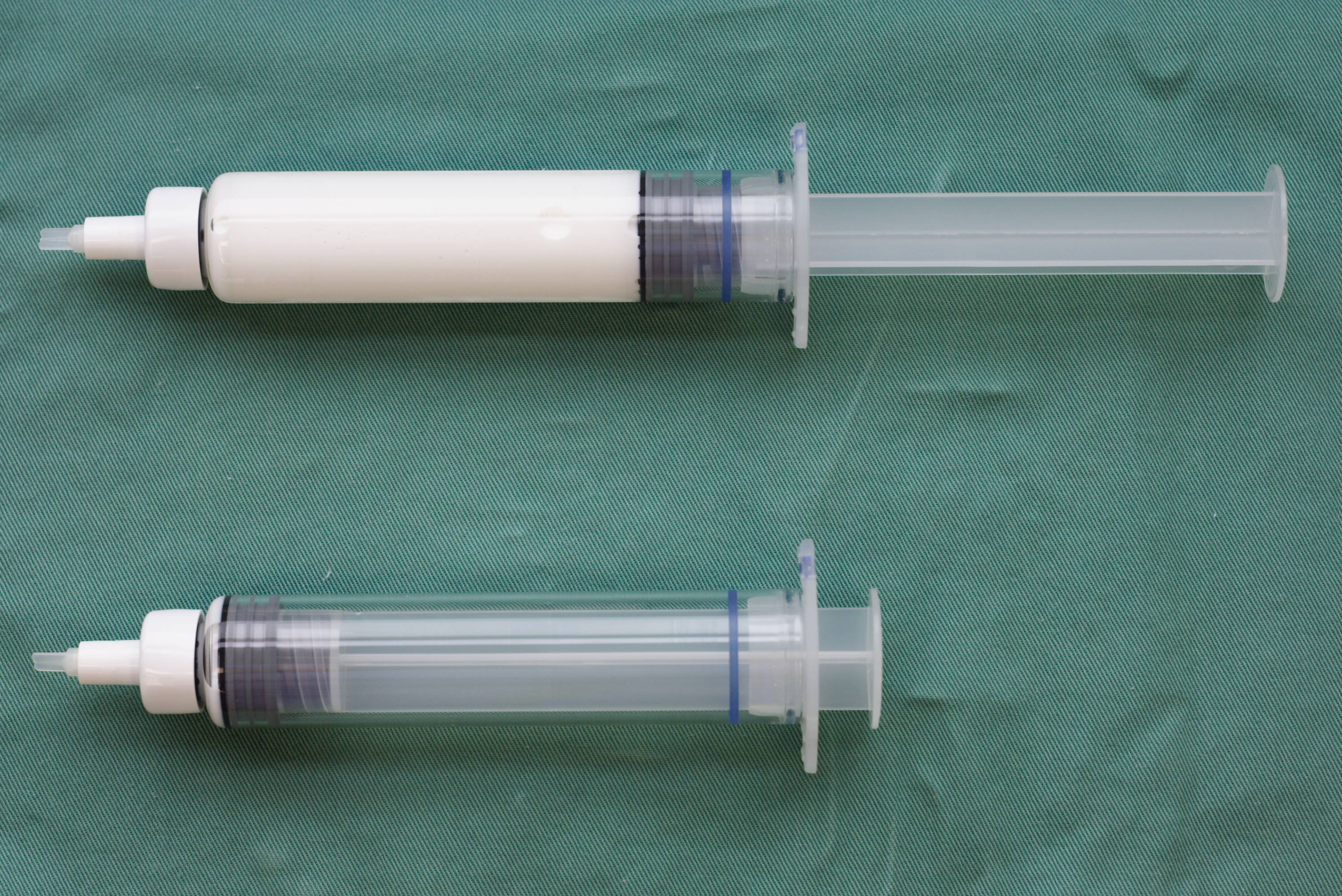
In Lipidemulsion gelöstes Propofol

Für die Einleitung und Aufrechterhaltung einer intravenösen Anästhesie wird Propofol zusammen mit einem kurzwirksamen Analgetikum – z. B. Remifentanil – benutzt. Dazu wird es mittels einer Spritzenpumpe verabreicht. Um eine ausreichende Blutkonzentration aufzubauen und zu erhalten, wird Propofol als Bolusdosis verabreicht, gefolgt von einer Dauerinfusion. Der durch Propofol verursachte Injektionsschmerz kann möglicherweise durch die intravenöse Gabe von Lidocain, entweder gemischt mit Propofol oder injiziert vor der Propofolinjektion, reduziert werden. Mit computergesteuerten Spritzenpumpen, die mit pharmakokinetischen Daten des Propofols programmiert sind, kann die Infusionsgeschwindigkeit so gestaltet werden, dass der Blutspiegel des Wirkstoffs konstant bleibt oder dass der Anästhesist die Dosierung schnell ändern kann (TCI = „target controlled infusion“). Zum Ausleiten der Anästhesie wird die Gabe beendet, durch die kurze Plasmahalbwertszeit des Propofols wacht der Patient dann nach etwa 5 bis 10 Minuten auf.
In der Intensivmedizin wird Propofol ebenfalls zur Narkoseeinleitung (Induktion) und zur Sedierung angewendet. Da es keine schmerzausschaltende Wirkung hat, wird es meist mit einem Opioid (etwa Sufentanil, Piritramid) kombiniert. Nach längerer Infusionsdauer kann es durch Abbauprodukte zu bräunlicher bis grünlicher Verfärbung des Urins kommen. Da es in den handelsüblichen Präparaten mit Sojaöl vermischt ist, wird vom Anästhesisten der Fettstoffwechsel kontrolliert.
Bei Patienten, die Risikofaktoren für eine maligne Hyperthermie, eine seltene narkoseassoziierte Komplikation, aufweisen (Myopathien, bereits aufgetretene maligne Hyperthermie, erbliche Vorbelastung), kann Propofol verwendet werden. Dies gilt auch für die Behandlung einer manifesten malignen Hyperthermie, da Propofol im Gegensatz zu den häufig verwendeten volatilen Inhalationsanästhetika keine Triggersubstanz dieser Erkrankung ist.
Narkosen in der Kinderanästhesie können ab einem Alter von einem Monat durchgeführt werden, wobei die Anwendung der zweiprozentigen Propofolkonzentration wegen der schwierigen Titrierbarkeit Kindern ab drei Jahren vorbehalten ist. Kindernarkosen mit Propofol als Hypnotikum werden heute oft durchgeführt.

### Kontraindikationen
Propofol sollte nicht bei einer Kreislaufinsuffizienz oder Hypovolämie gegeben werden, da es dabei, insbesondere bei rascher Injektion und Patienten mit eingeschränkter Funktion des Herzens, zu verstärktem Blutdruckabfall kommen kann. Zur Sedierung von Kindern unter 16 Jahren auf Intensivstationen soll Propofol nicht verwendet werden, da Sicherheit und Wirksamkeit nicht nachgewiesen sind. Die Hersteller geben in ihren Fachinformationen eine Sojaallergie als Gegenanzeige für die Anwendung von Propofol an, weil Propofol mit Sojalecithin gelöst wird und eine allergische Reaktion denkbar wäre. In aktuellen wissenschaftlichen Veröffentlichungen wird jedoch die Anwendung von Propofol bei Sojaallergie als unkritisch betrachtet.

### Unerwünschte Wirkungen und Missbrauch
Bedeutsame Nebenwirkungen bei der Gabe von Propofol sind Atemdepression bis zur Apnoe sowie Blutdruckabfall, zum einen bedingt durch verminderten peripheren Gefäßwiderstand, zum anderen durch Reduktion des Herzzeitvolumens (Kardiodepressivität). Dies betrifft insbesondere ältere, kardial vorgeschädigte Patienten und damit einen großen Teil von Personen, die sich einer Allgemeinanästhesie unterziehen müssen. Dies limitiert den sinnvollen Einsatz von Propofol zur Einleitung einer Allgemeinanästhesie oder Durchführung einer total intravenösen Anästhesie (TIVA) bei diesen Patienten. Es treten auch Erregungsphänomene (spontane Bewegungen, Muskelkrämpfe), allergische Reaktionen (Anaphylaxie) aufgrund von Histaminfreisetzung sowie Träume (meist lebhaft und angenehm, jedoch auch hin und wieder schlechte Träume, die real erlebt werden, sogenannte bad trips) des Patienten auf. Träume mit sexuellen Phantasien führen gelegentlich dazu, dass Patientinnen Ärzte der sexuellen Belästigung oder des sexuellen Missbrauchs beschuldigen. Eine weitere unerwünschte Wirkung ist der lokale Schmerz bei der Injektion, der durch eine Reizung der Venenwand entstehen kann. Zudem kann es in einzelnen Fällen nach Anwendung von Propofol zum Auftreten von Krampfanfällen kommen.
Aufgrund der Darreichungsform als Öl-in-Wasser-Emulsion des in Wasser praktisch unlöslichen Propofol wird das Wachstum von Mikroorganismen begünstigt, bei unsachgemäßer Handhabung können mikrobielle Kontaminationen zu schweren septischen Komplikationen führen.
In seltenen Fällen kann es bei längerer Anwendungsdauer zu einer schweren Stoffwechselentgleisung mit Laktatazidose, Herz-Kreislauf-Versagen, Muskelzerfall (Rhabdomyolyse) und akutem Nierenversagen, dem Propofol-Infusionssyndrom (PRIS), kommen, das mit einer hohen Sterblichkeit einhergeht.
Propofol hat eine kurz andauernde euphorisierende Wirkung und besitzt ein primär psychisches Abhängigkeitspotential. Fälle von Missbrauch und Abhängigkeit treten überwiegend bei Personen auf, denen die Substanz durch ihre berufliche Tätigkeit zugänglich ist und enden wegen der geringen therapeutischen Breite, der allgegenwärtigen Gefahr einer Atemdepression, aber auch wegen des nicht vorhandenen Antagonisten häufig tödlich. Die illegale Verwendung ist daher nicht sehr gängig. Propofol unterliegt nicht dem deutschen Betäubungsmittelgesetz.

## Analytik
Die zuverlässige qualitative und quantitative Bestimmung von Propofol und seinen Metaboliten in Urinproben gelingt nach adäquater Probenvorbereitung durch die Kopplung chromatographischer Verfahren wie z. B. der Gaschromatographie oder der HPLC mit der Massenspektrometrie als Trimethysilyl-Derivate. Ein noch sensiblerer Nachweis im Pikogramm-Bereich gelingt durch die Derivatisierung mit Diazoniumsalzen.

## Physikalisch-chemische Eigenschaften
Das Phenolderivat Propofol ist in Wasser kaum löslich und kann infolgedessen nicht als rein wässrige Injektionslösung formuliert werden. Wegen seiner Lipophilie wird Propofol daher in einem Öl gelöst, beispielsweise Sojaöl, das dann mit Eilecithin zu Tröpfchen emulgiert wird, die feinstverteilt in einer wässrigen Phase vorliegen (Emulsion). Die Propofolemulsion wurde nach der Zulassung in Deutschland 1988 von ICI (heute AstraZeneca) unter dem Namen Disoprivan im Markt eingeführt. 1989 erfolgte die Zulassung durch die Food and Drug Administration in den USA. Eine Weiterentwicklung stellen Emulsionen unter Verwendung eines Gemisches aus Triglyceriden mittel- und langkettiger Fettsäuren (MCT/LCT) dar, die den Injektionsschmerz bei Propofolgabe vermindern und den Fettstoffwechsel weniger belasten sollen und auch für Patienten mit Sojaüberempfindlichkeit geeignet sind.
Ein Prodrug von Propofol ist Fospropofol, das einen weniger schnellen Anstieg im Plasma hat; dafür aber wegen seiner Wasserlöslichkeit ohne Lipide und Emulgatoren auskommt.

## Wirkungsweise
Als pharmakodynamisch wichtiger Zielort dürfen im Gehirn befindliche GABAA-Rezeptoren angesehen werden, wo Propofol die Wirkung des Transmitters GABA verstärkt. Es bindet dabei an β3-Untereinheiten innerhalb des transmembranären Abschnitts im Übergangsbereich zum extrazellulären Abschnitt sowie nahe der Schnittstelle (Interface) zur Nachbaruntereinheit dieses pentameren Rezeptors und bindet sowohl an α1β3- als auch an homo-β3-Rezeptoren. In höheren Konzentrationen hemmt es Nikotinrezeptoren. Diskutiert wurden zudem eine unspezifische Wirkung an Lipidmembranen bzw. Veränderungen an Proteinuntereinheiten von Natriumkanälen.

## Risiko für Sepsis
Propofolhaltige Arzneimittel sind Emulsionen, die keine Konservierungsmittel enthalten und das Wachstum von Mikroorganismen begünstigen. Sie sind daher anfällig für Medikationsfehler. Wegen des Risikos für lebensbedrohliche Sepsis durch den unsachgemäßen Umgang mit propofolhaltigen Arzneimitteln wurde, als Folge eines Verfahrens des Ausschuss für Risikobewertung im Bereich der Pharmakovigilanz der Europäischen Arzneimittelagentur, am 16. Mai 2023 ein Rote-Hand-Brief veröffentlicht sowie ein neuer Warnhinweis auf der Verpackung angeordnet.

## Handelsnamen
Disoprivan (D, CH), Diprivan (A,E), Recofol sowie Generika, Cryotol (Mexiko), Anespro (Venezuela), Ansiven (CH), Bioprofol (Brasilien), Gobbifol (Argentinien), Pantoprofol (Afrika)